# Élections législatives de 1968 dans le Lot
Les élections législatives françaises de 1968 se déroulent les 23 et 30 juin 1968. Dans le département du Lot, deux députés sont à élire dans le cadre de deux circonscriptions.

## Élus
| Circonscription | Député sortant | Parti | Parti          | Député élu ou réélu | Parti | Parti          |
| --------------- | -------------- | ----- | -------------- | ------------------- | ----- | -------------- |
| 1re             | Maurice Faure  |       | FGDS (Radical) | Maurice Faure       |       | FGDS (Radical) |
| 2e              | Bernard Pons   |       | UDR            | Bernard Pons        |       | UDR            |

## Résultats

### Résultats à l'échelle du département
| Parti          | Parti                                           | Premier tour | Premier tour | Second tour | Second tour | Sièges |
| Parti          | Parti                                           | Voix         | %            | Voix        | %           | Sièges |
| -------------- | ----------------------------------------------- | ------------ | ------------ | ----------- | ----------- | ------ |
|                | Union pour la défense de la République          | 36 916       | 44,84        | 41 186      | 48,80       | 1      |
|                | Union des républicains de progrès               | 36 916       | 44,84        | 41 186      | 48,80       | 1      |
|                |                                                 |              |              |             |             |        |
|                | Parti radical                                   | 21 496       | 26,11        | 37 881      | 44,88       | 1      |
|                | Fédération de la gauche démocrate et socialiste | 21 496       | 26,11        | 37 881      | 44,88       | 1      |
|                |                                                 |              |              |             |             |        |
|                | Parti communiste français                       | 13 007       | 15,80        | Retrait     | Retrait     | 0      |
|                | Progrès et démocratie moderne                   | 8 597        | 10,44        | 5 331       | 6,32        | 0      |
|                | Parti socialiste unifié                         | 2 312        | 2,81         |             |             | 0      |
|                |                                                 |              |              |             |             |        |
| Inscrits       | Inscrits                                        | 100 103      | 100,00       | 100 105     | 100,00      | 2      |
| Abstentions    | Abstentions                                     | 16 547       | 16,53        | 14 720      | 14,7        |        |
| Votants        | Votants                                         | 83 556       | 83,47        | 85 385      | 85,3        |        |
| Blancs et nuls | Blancs et nuls                                  | 1 228        | 1,47         | 987         | 1,16        |        |
| Exprimés       | Exprimés                                        | 82 328       | 98,53        | 84 398      | 98,84       |        |

### Résultats par circonscription

#### Première circonscription (Cahors)
| Candidat       | Candidat                    | Parti          | Premier tour | Premier tour | Second tour | Second tour |  |
| Candidat       | Candidat                    | Parti          | Voix         | %            | Voix        | %           |  |
| -------------- | --------------------------- | -------------- | ------------ | ------------ | ----------- | ----------- |  |
|                | Jean-Pierre Dannaud         | UDR (URP)      | 19 639       | 46,91        | 21 471      | 49,41       |  |
|                | Maurice Faure sortant réélu | FGDS (Radical) | 15 295       | 36,54        | 21 988      | 50,59       |  |
|                | Yves Arènes                 | PCF            | 5 230        | 12,49        | Retrait     | Retrait     |  |
|                | Edmond Jouve                | PSU            | 1 697        | 4,05         |             |             |  |
|                |                             |                |              |              |             |             |  |
| Inscrits       | Inscrits                    | Inscrits       | 50 925       | 100,00       | 50 925      | 100,00      |  |
| Abstentions    | Abstentions                 | Abstentions    | 8 366        | 16,43        | 6 901       | 13,55       |  |
| Votants        | Votants                     | Votants        | 42 559       | 83,57        | 44 024      | 86,45       |  |
| Blancs et nuls | Blancs et nuls              | Blancs et nuls | 698          | 1,64         | 565         | 1,28        |  |
| Exprimés       | Exprimés                    | Exprimés       | 41 861       | 98,36        | 43 459      | 98,72       |  |

#### Deuxième circonscription (Figeac)
| Candidat       | Candidat                   | Parti          | Premier tour | Premier tour | Second tour | Second tour |  |
| Candidat       | Candidat                   | Parti          | Voix         | %            | Voix        | %           |  |
| -------------- | -------------------------- | -------------- | ------------ | ------------ | ----------- | ----------- |  |
|                | Bernard Pons sortant réélu | UDR (URP)      | 17 277       | 42,69        | 19 715      | 48,16       |  |
|                | Georges Juskiewenski       | CD (PDM)       | 8 597        | 21,24        | 5 331       | 13,02       |  |
|                | Henri Thamier              | PCF            | 7 777        | 19,22        | Retrait     | Retrait     |  |
|                | Martin Malvy               | FGDS (Radical) | 6 201        | 15,32        | 15 893      | 38,82       |  |
|                | Georges Solal              | PSU            | 615          | 1,52         |             |             |  |
|                |                            |                |              |              |             |             |  |
| Inscrits       | Inscrits                   | Inscrits       | 49 178       | 100,00       | 49 180      | 100,00      |  |
| Abstentions    | Abstentions                | Abstentions    | 8 181        | 16,64        | 7 819       | 15,9        |  |
| Votants        | Votants                    | Votants        | 40 997       | 83,36        | 41 361      | 84,1        |  |
| Blancs et nuls | Blancs et nuls             | Blancs et nuls | 530          | 1,29         | 422         | 1,02        |  |
| Exprimés       | Exprimés                   | Exprimés       | 40 467       | 98,71        | 40 939      | 98,98       |  |